# Rune Pedersen (football)
Pour les articles homonymes, voir Rune Pedersen.
Rune Pedersen est un footballeur danois né le 9 octobre 1979 à Copenhague.

## Palmarès
FC Copenhague
- Champion du Danemark (2) : 2001, 2003
- Vainqueur de la Supercoupe du Danemark (1) : 2001